# Lejkówka anyżkowa
Lejkówka anyżkowa (Clitocybe anisata Velen.) – gatunek grzybów z rzędu pieczarkowców (Agaricales).

## Systematyka i nazewnictwo
Pozycja w klasyfikacji według Index Fungorum: Clitocybe, Incertae sedis, Agaricales, Agaricomycetidae, Agaricomycetes, Agaricomycotina, Basidiomycota, Fungi.
Po raz pierwszy takson ten opisał w 1920 r. Josef Velenovský w Czechach. Nazwę polską zaproponował Władysław Wojewoda w 2003 r.

## Występowanie i siedlisko
Lejkówka anyżkowa występuje tylko w niektórych krajach Europy i w Rosji. W Polsce do 2003 r. jedyne stanowisko podała H. Komorowska w 1991 r. w Puszczy Niepołomockiej, ale w późniejszych latach podano kilka następnych.
Naziemny grzyb saprotroficzny. Występuje w lasach wśród traw i mchów.